# Forex

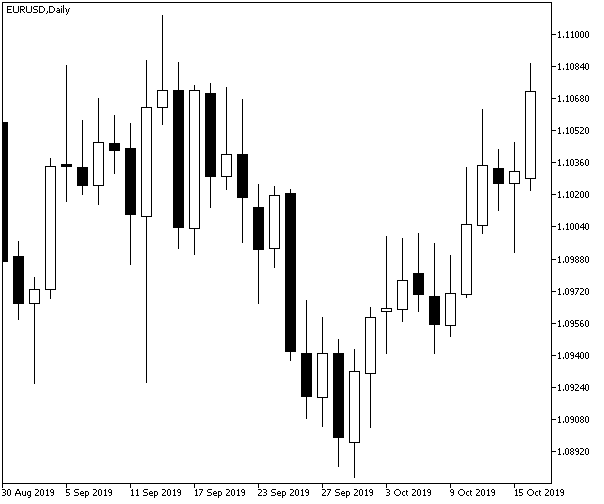
Gráfico de Forex do Par EUR/USD

Forex (um acrônimo da expressão em inglês foreign exchange, significando "mercado de câmbio") é um mercado financeiro descentralizado destinado a transações de câmbio, sendo o maior mercado do mundo.
Em termos de volume de dinheiro, movimenta o equivalente a mais de 5 trilhões de dólares americanos diariamente. Segundo dados de 2007, movimentava cerca de 3,43 vezes mais do que a soma de todos os mercados de títulos no mundo, e 9,63 vezes o volume negociado no mercado de ações mundial. 

Inclui trocas entre grandes bancos, bancos centrais, corporações multinacionais, governos, e outras instituições financeiras. Pequenos investidores são uma parte muito pequena deste mercado, e só podem participar indiretamente, através de corretoras ou bancos.

## Características
Uma das características mais importantes deste mercado e que o diferencia de muitos outros é a alavancagem. A alavancagem permite, na prática, que usemos apenas uma margem da nossa conta para cobrir uma operação de abertura. Este mecanismo permite negociar um volume maior de dinheiro aplicando apenas uma parte.
Como a operação é liquidada apenas pela diferença entre as valorizações de diferentes moedas, não é necessário que o investidor tenha disponível todo o montante de recursos envolvido na operação.
O FOREX permite que seja depositada, efectivamente, apenas uma “margem” para cobrir as variações diárias dos pares de moedas.
A margem dá ao investidor maior poder para operar, podendo, assim, realizar operações de grande vulto.
Não existe uma clearing house que centralize a maioria das operações, e existe uma regulação muito pequena entre países, apesar da regulamentação dentro de cada país onde Forex é operado. Devido a natureza de mercado de balcão existe a interconexão de alguns pregões, onde diferentes instrumentos são transacionados. Isto implica que não existe uma única cotação, mas sim um conjunto de diferentes cotações, dependendo de qual banco ou formador de mercado esta transacionando. Na prática as taxas são muito próximas, caso contrário poderiam surgir oportunidades de arbitragem.
| Rank (2010) | Moeda                  | ISO 4217-Code | 2001  | 2004  | 2007  | 2010  |
| ----------- | ---------------------- | ------------- | ----- | ----- | ----- | ----- |
| 1           | Dólar americano        | USD           | 89,9  | 88,0  | 85,6  | 84,9  |
| 2           | Euro                   | EUR           | 37,9  | 37,4  | 37,0  | 39,1  |
| 3           | Iene                   | JPY           | 23,5  | 20,8  | 17,2  | 19,0  |
| 4           | Libra Esterlina        | GBP           | 13,0  | 16,5  | 14,9  | 12,9  |
| 5           | Dólar australiano      | AUD           | 4,3   | 6,0   | 6,6   | 7,6   |
| 6           | Franco suíço           | CHF           | 6,0   | 6,0   | 6,8   | 6,4   |
| 7           | Dólar canadense        | CAD           | 4,5   | 4,2   | 4,3   | 5,3   |
| 8           | Dólar de Hong Kong     | HKD           | 2,2   | 1,8   | 2,7   | 2,4   |
| 9           | Coroa sueca            | SEK           | 2,5   | 2,2   | 2,7   | 2,2   |
| 10          | Dólar neozelandês      | NZD           | 0,6   | 1,1   | 1,9   | 1,6   |
| 11          | Won sul-coreano        | KRW           | 0,8   | 1,1   | 1,2   | 1,5   |
| 12          | Dólar de Singapura     | SGD           | 1,1   | 0,9   | 1,2   | 1,4   |
| 13          | Coroa norueguesa       | NOK           | 1,5   | 1,4   | 2,1   | 1,3   |
| 14          | Peso mexicano          | MXN           | 0,8   | 1,1   | 1,3   | 1,3   |
| 15          | Rúpia da Índia         | INR           | 0,2   | 0,3   | 0,7   | 0,9   |
| 16          | Rublo russo            | RUB           | 0,3   | 0,6   | 0,7   | 0,9   |
| 17          | Zloty da Polônia       | PLN           | 0,5   | 0,4   | 0,8   | 0,8   |
| 18          | Lira turca             | TRY           | 0,0   | 0,1   | 0,2   | 0,7   |
| 19          | Rande da África do Sul | ZAR           | 0,9   | 0,7   | 0,9   | 0,7   |
| 20          | Real brasileiro        | BRL           | 0,5   | 0,3   | 0,4   | 0.7   |
|             | Outras moedas          |               | 8,9   | 9,0   | 10,8  | 8,8   |
|             | Todas as moedas        |               | 200,0 | 200,0 | 200,0 | 200,0 |

As operações no mercado cambial acontecem em pares, a compra de uma moeda depende da entrega de outra.
A primeira moeda é a moeda base e a segunda moeda é usada para cotações, por isso é chamada de contramoeda (ou moeda de cotação).Uma característica do funcionamento do mercado de câmbio é que as operações acontecem de forma descentralizada e eletrônica, sendo que as partes negociam diretamente apenas com intermediação de instituições financeiras.

## Especulação financeira
Quando usado para fins de especulação financeira, o mercado Forex apresenta características únicas:
- A negociação é feita num par de moedas, como por exemplo a relação Iene/ Dolar;[6]
- O elevado volume de operações realizadas, propiciando elevada liquidez;
- Dispersão geográfica;
- O mercado de forex está aberto 24h por dia, exceto aos fins-de-semana. Oficialmente, a cotação das divisas começa com a abertura do mercado de Sidney às 22:00 UTC no Domingo e termina à Sexta-feira com o fecho do mercado de Nova Iorque às 22:00 UTC. Porém, bancos centrais e outras instituições financeiras podem continuar a efetuar transações, mesmo aos fim-de-semana, o que explica que as cotações possam vir a mudar mesmo nos dias em que os mercados estão fechados ao público;[7]
- A variedade de fatores que afetam a taxa de câmbio;
- A utilização de alavancagem para possibilitar variação da margem em função do tamanho da conta do cliente, o que pode aumentar significativamente o risco pelos valores envolvidos;
- Múltiplas Plataformas de Negociação.

Embora seja bastante criticada entre idealistas e coletivistas, a especulação financeira é uma das atividades mais moralmente bem vistas e aceitas entre aqueles que acreditam que a individualidade e esforço, em nome do mérito e do próprio desenvolvimento pessoal, sejam os nortes que definem a sobrevivência de cada um. Ou seja, objetivar o lucro e apenas o lucro, em nome da geração de riquezas e do próprio mérito pessoal é uma atividade extremamente positiva, não apenas para o mercado como para os bolsos de seus investidores. A maioria absurda de sociólogos e filósofos que critica amargamente este conceito costuma alegar que a igualdade deve ser colocada acima dos interesses individuais e particulares, e que, o bem comum da sociedade, assim como a igualdade absoluta entre os homens, seja a única forma tolerável de existência. Outros pensadores afirmam, no entanto, que ao não haver interesse individual e pessoal nos lucros, bem como nos mercados financeiros, a produção de riqueza e o acúmulo de bens findariam em uma reta de decrescimento trágica que, em poucas décadas, resumiria a humanidade à miséria.

## Risco
O mercado de forex é o mais agressivo do mundo. Os ganhos podem ser muito elevados, mas o risco também é muito alto. Para especular nesse mercado é preciso estar munido de forte controle de perdas, verificar se a corretora está legalmente registrada em seu país de origem para operar são precauções fundamentais para que se mantenha operante no mercado.
Um dos maiores riscos é a quantidade de Fraudes ou Pirâmides Financeiras que usam o Forex como fachada. Vale ressaltar que o Forex não é um mercado regularizado no Brasil.
De acordo com o site, nos ultimos anos, vários foram os esquemas fraudulentos que enganaram milhares de pessoas, dizendo que eram investimentos em Forex, quando na realidade nada tinham a ver com este mercado. A própria imagem do mercado tem vindo a ficar afetada com estas situações.

## Regulamentação
Se a corretora não estiver em Portugal, mas numa outra regulação dentro do espaço económico europeu é válida.
No Brasil a CVM, já lançou cartilha intitulada FOREX - Foreign Exchange Market - Série Alertas,   nessa cartilha, há a seguinte passagem:
"Considerando que até o presente momento (maio de 2018) não há qualquer oferta relacionada ao mercado Forex registrada na CVM, ou corretora autorizada pela autarquia a atuar nesse mercado, qualquer oferta feita no Brasil é ILEGAL. Isso inclui, mas não se limita, ofertas feitas por instituições estrangeiras por meio da internet."
Uma das maneiras de se resguardar quanto as fraudes no mercado de Forex é se atentando para estas mesma, avaliando seu sistema e seus métodos de funcionamento.
As principais e mais importantes regulamentações que existem no mercado de FOREX estão na Europa e Estados Unidos.
Infelizmente, é muito comum fraudes envolvendo corretoras, sendo sua atuação muito semelhantes as antigas "Bucket shop", causando muitos prejuízos àqueles que não buscam informações fidedignas.

## Bancos com maior participação
| Posição | Nome                   | Market share |
| ------- | ---------------------- | ------------ |
| 1       | Deutsche Bank          | 18.06%       |
| 2       | UBS AG                 | 11.30%       |
| 3       | Barclays Capital       | 11.08%       |
| 4       | Citibank               | 7.69%        |
| 5       | Royal Bank of Scotland | 6.50%        |
| 6       | JPMorgan               | 6.35%        |
| 7       | HSBC                   | 4.55%        |
| 8       | Credit Suisse          | 4.44%        |
| 9       | Goldman Sachs          | 4.28%        |
| 10      | Morgan Stanley         | 2.91%        |

## Forex e o mercado mundial na atualidade
Conforme citado anteriormente, o mercado atual de Forex tem sido explorado em diversos países. Ainda, o acesso a este tipo de investimento tem expandido dia após dia, fazendo com que os pares de moedas possam ser negociados até mesmo através de aplicativos mobile, e nesse sentido, é importante que o operador financeiro conhecido como "trader" conheça bem o próprio perfil e dessa forma possa escolher a melhor empresa para atuação, por oferecer melhor assistência, velocidade e confiabilidade, além de tecnologia de ponta para fazer com que os usuários tenham sempre mais detalhes sobre as ações que estão tomando.
O grande desafio contemporâneo é a elegibilidade universal dos meios para se operar no mercado forex. Uma vez que em alguns países ainda existem alguns empecilhos para que a adequação de tal investimento seja transplantada. Entretanto, visando responder com responsabilidade à essa barreira, verifica-se que foi criado FC (International Financial Comission), orgão este que tem como função principal monitorar e fiscalizar as operações financeiras desse mercado.

## Pares mais Negociados no Mundo
O par mais negociado do mundo no Forex é o EUR/USD (euro/dólar-americano). Afinal, envolve as duas maiores economias do mundo, os Estados Unidos e a União Europeia. Depois deles, em volume de negociação diária, tem-se o USD/JPY (dólar-americano/iene-japonês) e o GBP/USD (libra-esterlina/dólar-americano). A tabela abaixo mostra a lista de pares mais negociados e as respectivas porcentagens quanto ao volume diário de negociações.
| Posição | Par     | % Total Diário |
| ------- | ------- | -------------- |
| 1       | EUR/USD | 27,95          |
| 2       | USD/JPY | 13,34          |
| 3       | GBP/USD | 11,27          |
| 4       | AUD/USD | 6,37           |
| 5       | USD/CAD | 5,22           |
| 6       | USD/CHF | 4,63           |
| 7       | NZD/USD | 4,08           |
| 8       | EUR/JPY | 3,93           |
| 9       | GBP/JPY | 3,57           |
| 10      | EUR/GBP | 2,78           |
| 11      | AUD/JPY | 2,73           |
| 12      | EUR/AUD | 1,80           |

Nota-se a forte presença do dólar americano nos principais pares negociados. Cerca de 72% das negociações do mercado Forex envolvem o USD em pelo menos uma das pontas, seja compradora ou vendedora. A tabela a seguir mostra a proporção de cada moeda no total de negociações diárias.
| Posição | Moeda | % Total |
| ------- | ----- | ------- |
| 1       | USD   | 72,87   |
| 2       | EUR   | 39,67   |
| 3       | JPY   | 25,73   |
| 4       | GBP   | 20,70   |
| 5       | AUD   | 14,22   |
| 6       | CHF   | 9,33    |
| 7       | CAD   | 9,23    |
| 8       | NZD   | 8,24    |